# Laphria rueppelii
Laphria rueppelii là một loài ruồi trong họ Asilidae. Laphria rueppelii được Wiedemann miêu tả năm 1828. Loài này phân bố ở vùng nhiệt đới châu Phi.